# 존 도먼
존 도먼(영어: John Doman, 1945년 1월 9일 ~ )은 미국의 배우이다.
필라델피아 출신인 도먼은 필라델피아 대학교에서 영문학을 전공했다. 해병대에서 복무했고 베트남 전쟁에도 참여했다. 2010년 영화 《블루 발렌타인》에서는 조연 제리 역을 맡았다. 《로앤오더》 시리즈에서 단역 출연을 많이 했고, 카날 플뤼스와 ZDF 등의 합작 역사 드라마 《보르자》에서는 주인공 로드리고 보르자 역으로 출연했다.
2014년 DC 코믹스 원작의 드라마 《고담》에서는 고담 시를 지배하는 마피아 패밀리의 보스 카르미네 팔코네 역으로 열연했다.

## 출연 작품
- 더 와이어(2002)
- 그레이시 스토리(2007)
- 블루 발렌타인(2010)
- 올 굿 에브리씽(2010) - 마이크 머피 역
- 에프터(2014)
- 고담(2014) - 카르미네 팔코네 역
- 너는 여기에 없었다(2017) - 존 맥클리어리 역
- 파이널 비전(2018)
- 하드 파우더(2018)
- 롱 브라이트 리버(2025)